# خادم وسائط
يشير خادوم الوسائط إما إلى جهاز حاسوب مخصص أو إلى تطبيق متخصص ، بدءًا من جهاز من فئة المؤسسات يوفر فيديو حسب الطلب ، إلى حاسوب شخصي صغير أو NAS (التخزين المُلحق بالشبكة) للمنزل ، ومخصص لتخزين الوسائط الرقمية المختلفة (مقاطع الفيديو ، والأفلام ، والصوت ، والموسيقى والصور). وقد يعني هذا أيضًا أن هذه الخوادم متخصصة لبث الوسائط.

## الغرض
بحكم التعريف ، يعد خادوم الوسائط جهازًا يقوم ببساطة بتخزين الوسائط ومشاركتها. هذا التعريف غامض ، ويمكن أن يسمح للعديد من الأجهزة المختلفة أن تسمى خوادم وسائط. قد يكون ببساطة تخزينًا مُلحقا بالشبكة أو جهاز حاسوب مسرح منزلي (HTPC) كالمسرح المنزلي كودي أو خادوم ويب تجاري يستضيف الوسائط لموقع ويب كبير.
في الأماكن المنزلية ، يعمل خادوم الوسائط كمجمع للمعلومات: كالفيديو ، والصوت ، والصور ، والكتب ، إلخ. ويتم تخزين هذه الأنواع المختلفة من الوسائط (سواء نشأت على أقراص دي في دي أو أقراص مضغوطة أو كاميرا رقمية أو في أي شكل مادي) على القرص الصلب لخادوم الوسائط. والوصول إلى هذه الوسائط من موقع مركزي. قد يتم استخدامه أيضًا لتشغيل تطبيقات خاصة تسمح للمستخدمين بالوصول إلى الوسائط من موقع بعيد عبر الإنترنت.

## العتاد
الشرط الوحيد لخادوم الوسائط هو طريقة تخزين الوسائط واتصال الشبكة مع سرعة نقل بيانات كافية للسماح بالوصول إلى تلك الوسائط. واعتمادًا على الاستخدامات والتطبيقات التي يتم تشغيلها ، قد يتطلب خادوم الوسائط كميات كبيرة من ذاكرة الوصول العشوائي أو وحدة معالجة مركزية قوية متعددة النواة . وقد يستخدم مصفوفة أقراص متعددة مستقلة لإنشاء كمية كبيرة من التخزين ، وعلى الرغم من أنه ليس من الضروري بشكل عام في خادوم الوسائط المنزلية استخدام مصفوفة أقراص متعددة والتي توفر زيادة في الأداء لأن سرعات نقل الشبكة المنزلية الحالية أبطأ من سرعة معظم محركات الأقراص الثابتة الحالية. ومع ذلك ، قد يُستخدم تكوين مصفوفة أقراص لمنع فقدان ملفات الوسائط بسبب عطل القرص أيضًا. وتمتلك العديد من خوادم الوسائط أيضًا القدرة على جلب الوسائط. ويتم ذلك باستخدام أجهزة متخصصة مثل بطاقات موالف التلفاز. ويمكن لبطاقات موالف التلفاز التناظري جلب الفيديو من تلفاز البث التماثلي والإخراج من أجهزة استقبال الأقمار الصناعية. ويحتاج هذا الفيديو التمثيلي إلى ترميزه بتنسيق رقمي ليتم تخزينه على خادوم الوسائط. ويمكن إجراء هذا الترميز باستخدام برنامج يعمل على حاسوب خادوم الوسائط أو بواسطة جهاز على بطاقة موالف التلفاز. وتأخذ بطاقات موالف التلفاز الرقمي المدخلات من البث التلفزيوني الرقمي. ففي الولايات المتحدة الأمريكية ، يتم استخدام معيار ATSC. وفي معظم أنحاء العالم ، يعد DVB-T معيار مقبول. وبما أن هذا البث رقمي بالفعل ، فإنه لا يحتاج إلى ترميز.

## حزم حاسوب مسرح منزلي مع إمكانيات الخادوم
- GB-PVR
- LinuxMCE
- ميديابورتال
- ميث تي في
- أو أر بي
- بلكيس
- مركز الترفيه كودي (سابقًا XBMC)
- خادوم وسائط TVersity